# Grand Prix Lucemburska 1997
Grand Prix Lucemburska 1997 (IV Großer Warsteiner Preis von Luxemburg), 15. závod 48. ročníku mistrovství světa jezdců Formule 1 a 39. ročníku poháru konstruktérů, historicky již 612. grand prix, se odehrála na okruhu Nürburgring.

## Výsledky

### Kvalifikace
| Pořadí | Číslo | Pilot                 | Konstruktér         | Čas      | Odstup |
| ------ | ----- | --------------------- | ------------------- | -------- | ------ |
| 1      | 9     | Mika Häkkinen         | McLaren – Mercedes  | 1:16.602 |        |
| 2      | 3     | Jacques Villeneuve    | Williams – Renault  | 1:16.691 | +0.089 |
| 3      | 4     | Heinz-Harald Frentzen | Williams – Renault  | 1:16.741 | +0.139 |
| 4      | 12    | Giancarlo Fisichella  | Jordan – Peugeot    | 1:17.289 | +0.687 |
| 5      | 5     | Michael Schumacher    | Ferrari             | 1:17.385 | +0.783 |
| 6      | 10    | David Coulthard       | McLaren – Mercedes  | 1:17.387 | +0.785 |
| 7      | 8     | Gerhard Berger        | Benetton – Renault  | 1:17.587 | +0.985 |
| 8      | 11    | Ralf Schumacher       | Jordan – Peugeot    | 1:17.595 | +0.993 |
| 9      | 22    | Rubens Barrichello    | Stewart – Ford      | 1:17.614 | +1.012 |
| 10     | 7     | Jean Alesi            | Benetton – Renault  | 1:17.620 | +1.018 |
| 11     | 14    | Olivier Panis         | Prost – Mugen-Honda | 1:17.650 | +1.048 |
| 12     | 23    | Jan Magnussen         | Stewart – Ford      | 1:17.722 | +1.120 |
| 13     | 1     | Damon Hill            | Arrows – Yamaha     | 1:17.795 | +1.193 |
| 14     | 6     | Eddie Irvine          | Ferrari             | 1:17.855 | +1.253 |
| 15     | 2     | Pedro Diniz           | Arrows – Yamaha     | 1:18.128 | +1.526 |
| 16     | 16    | Johnny Herbert        | Sauber – Petronas   | 1:18.303 | +1.701 |
| 17     | 15    | Šindži Nakano         | Prost – Mugen-Honda | 1:18.699 | +2.097 |
| 18     | 21    | Tarso Marques         | Minardi – Hart      | 1:19.347 | +2.745 |
| 19     | 17    | Gianni Morbidelli     | Sauber – Petronas   | 1:19.490 | +1.888 |
| 20     | 19    | Mika Salo             | Tyrrell – Ford      | 1:19.526 | +2.924 |
| 21     | 18    | Jos Verstappen        | Tyrrell – Ford      | 1:19.531 | +2.929 |
| 22     | 20    | Ukjó Katajama         | Minardi – Hart      | 1:20.615 | +4.013 |

### Závod
| Pořadí | Číslo | Národnost          | Jezdec                | Konstruktér       | Kola | Čas/odstoupení | Start | Body |
| ------ | ----- | ------------------ | --------------------- | ----------------- | ---- | -------------- | ----- | ---- |
| 1      | 3     | Kanada             | Jacques Villeneuve    | Williams-Renault  | 67   | 1:31:27.843    | 2     | 10   |
| 2      | 7     | Francie            | Jean Alesi            | Benetton-Renault  | 67   | +11.770        | 10    | 6    |
| 3      | 4     | Německo            | Heinz-Harald Frentzen | Williams-Renault  | 67   | +13.480        | 3     | 4    |
| 4      | 8     | Rakousko           | Gerhard Berger        | Benetton-Renault  | 67   | +16.416        | 7     | 3    |
| 5      | 2     | Brazílie           | Pedro Diniz           | Arrows-Yamaha     | 67   | +43.147        | 15    | 2    |
| 6      | 14    | Francie            | Olivier Panis         | Prost-Mugen-Honda | 67   | +43.750        | 11    | 1    |
| 7      | 16    | Spojené království | Johnny Herbert        | Sauber-Petronas   | 67   | +44.354        | 16    |      |
| 8      | 1     | Spojené království | Damon Hill            | Arrows-Yamaha     | 67   | +44.777        | 13    |      |
| 9      | 17    | Itálie             | Gianni Morbidelli     | Sauber-Petronas   | 66   | +1 kolo        | 19    |      |
| 10     | 19    | Finsko             | Mika Salo             | Tyrrell-Ford      | 66   | +1 kolo        | 20    |      |
| Ret    | 18    | Nizozemsko         | Jos Verstappen        | Tyrrell-Ford      | 50   | Vyjetí z tratě | 21    |      |
| Ret    | 9     | Finsko             | Mika Häkkinen         | McLaren-Mercedes  | 43   | Motor          | 1     |      |
| Ret    | 22    | Brazílie           | Rubens Barrichello    | Stewart-Ford      | 43   | Převodovka     | 9     |      |
| Ret    | 10    | Spojené království | David Coulthard       | McLaren-Mercedes  | 42   | Motor          | 6     |      |
| Ret    | 23    | Dánsko             | Jan Magnussen         | Stewart-Ford      | 40   | Hnací poloosa  | 12    |      |
| Ret    | 6     | Spojené království | Eddie Irvine          | Ferrari           | 22   | Motor          | 14    |      |
| Ret    | 15    | Japonsko           | Šindži Nakano         | Prost-Mugen-Honda | 16   | Motor          | 17    |      |
| Ret    | 5     | Německo            | Michael Schumacher    | Ferrari           | 2    | Zavěšení       | 5     |      |
| Ret    | 21    | Brazílie           | Tarso Marques         | Minardi-Hart      | 1    | Motor          | 18    |      |
| Ret    | 20    | Japonsko           | Ukjó Katajama         | Minardi-Hart      | 1    | Kolize         | 22    |      |
| Ret    | 12    | Itálie             | Giancarlo Fisichella  | Jordan-Peugeot    | 0    | Kolize         | 4     |      |
| Ret    | 11    | Německo            | Ralf Schumacher       | Jordan-Peugeot    | 0    | Kolize         | 8     |      |

## Průběžné pořadí šampionátu
Pohár jezdců
| Pořadí | Jezdec                | Body |
| ------ | --------------------- | ---- |
| 1      | Jacques Villeneuve    | 77   |
| 2      | Michael Schumacher    | 68   |
| 3      | Heinz-Harald Frentzen | 35   |
| 4      | Jean Alesi            | 34   |
| 5      | David Coulthard       | 30   |

Pohár konstruktérů
| Pořadí | Konstruktér      | Body |
| ------ | ---------------- | ---- |
| 1      | Williams-Renault | 112  |
| 2      | Ferrari          | 86   |
| 3      | Benetton-Renault | 62   |
| 4      | McLaren-Mercedes | 44   |
| 5      | Jordan-Peugeot   | 33   |